# Justus Friedrich Dillenius
Justus Friedrich Dillenius (* 3. August 1644 in Darmstadt; † 18. August 1720 in Gießen) war ein deutscher Arzt, Professor der Medizin in Gießen und Mitglied der Gelehrtenakademie „Leopoldina“.

## Leben
Justus Friedrich war Sohn des Kammerschreibers in Darmstadt Justus Dillenius (* 7. März 1601 in Darmstadt; † 27. März 1647 ebenda) und dessen Frau Marie Catherina geborene Emmerich (* um 1620 in Idstein; † 23. Februar 1684 in Darmstadt). Nach anfänglicher Ausbildung an den Schulen und durch Privatlehrer, bezog er mit elf Jahren das Pädagogium seiner Heimatstadt. 1663 begann er an der Universität Gießen ein Studium der medizinischen Wissenschaften Zwischen den Jahren 1666 und 1669 war Dillenius Privatlehrer des Grafen Georg Ludwig von Schlitz, wo er sich erste praktische Erfahrungen der ärztlichen Tätigkeit machte. Danach war er praktischer Arzt des Grafen Johann der Ältere von Nassau-Idstein. Am 1. Juli 1685 wurde Justus Friedrich Dillenius mit dem Beinamen ACHATES als Mitglied (Matrikel-Nr. 140) in die Leopoldina aufgenommen. Ab 1678 betätigte er sich in Darmstadt als Arzt. 1681 erwarb er sich das Lizentiat der Medizin in Gießen. Ab 1685 war er Leibarzt von Graf Albrecht und Maximilian Carl von Löwenstein–Wertheim. Er war Physicus der Stadt und des Gebietes Wertheim. Im März 1688 wurde er Professor der Medizin in Gießen und wurde am 11. Oktober desselben Jahres zum Doktor der Medizin promoviert. In Gießen beteiligte er sich auch an den organisatorischen Aufgaben der Hochschule und war 1692, 1696, 1704 und 1716 Rektor der Alma Mater.

## Familie
Dillenius hatte sich am 15. Februar 1681 mit Anna Elisabeth Finck (* 5. November 1661; † 24. Januar 1720), der Tochter des Pfarrers in Pfungstadt Otto Daniel Finck (* 1633 in Biberau; † 5. November 1681 in Pfungstadt), verheiratet. Aus der Ehe gingen vier Söhne und vier Töchter hervor, wovon ein Sohn und eine Tochter jung starben. Von den Kindern kennt man:
1. Sohn Friedrich Leopold Dillenius, Dr. jur. und Advokat in Gießen
2. Sohn Johann Jacob Dillenius (* 22. Dezember 1684 in Darmstadt; † 2. April 1747 in Oxford), Dr. med. Arzt in London, Professor der Botanik in Oxford
3. Sohn Philipp Eberhard Dillenius (* um 15. Februar 1689; † 25. Dezember 1727 in Wetzlar)

## Werke
- Disputatio Medica, De Pulsu. Resp. Johann Wilhelm Scheffer. Gießen, 1690, (Digitalisat)
- mit Ernestus Ludovicus, Hassiae Landgravius: Nobilissimo Atque Inclyto Medicorum, In Illustri Propter Lanum Universitate Ludoviciana, Collegio Gratiose Suffragante, Inaugurales Hasce Positiones Miscellaneo-Medicas, Pro Summum In S. Medicina Gradum … Doctoralia … Publico Academiae Procerum Examini Ad III. Diem Februari[i] Horis Locoque Solitis Exponet Justus Fridericus Dillenius, Ad Cattimelibocum Darmstatinus Et In Civitate Patria h.t. Medicinae Practicus. 1681.
- mit Joannes Baptista van Helmont, Michael Bernhardus Valentinus, Johannes Melchior Verdris, Franciscus Mercurius Helmont, Hieronymus Christian Paulli: Opera omnia.  Paulli, Kopenhagen 1707.